# Debbie Watson
Debbie Watson   (Sydney, 28 de setembre de 1965) fou una waterpolista australiana que va competir durant les dècades de 1980 i 1990.
El 2000 va prendre part en els Jocs Olímpics de Sydney, on guanyà la medalla d'or en la competició de waterpolo. En el seu palmarès també destaca la medalla d'or a la Copa del Món de waterpolo de 1984 i 1995 i al Campionat del Món de natació de 1986.
El 2006 fou la primera dona waterpolista en ser inclosa a l'Australian Sports Hall of Fame. El 2008 fou inclosa a l'International Swimming Hall of Fame.